# I Signori dei draghi
I Signori dei draghi (The Dragon Masters), pubblicato in italiano anche come Uomini e draghi, I padroni dei draghi e Il Signore dei draghi, è un romanzo breve di fantascienza del 1962 dello scrittore statunitense Jack Vance.
Ha vinto il premio Hugo per il miglior romanzo breve nel 1963. 
La storia descrive una società umana preindustriale che alleva degli alieni intelligenti simili a lucertole per utilizzarli come guerrieri e di un incontro con una nave spaziale proveniente dal pianeta d'origine degli alieni, contenente gli stessi alieni e degli esseri umani allevati per scopi simili.

## Storia editoriale
Fu pubblicato per la prima volta nel numero dell'agosto 1962 della rivista Galaxy.
La traduzione in italiano, di Roberta Rambelli, intitolata Uomini e draghi fu pubblicata per la prima volta nel giugno 1963, dalla Casa Editrice La Tribuna nel primo volume della collana Science Fiction Book Club come parte dell'antologia Terrestri e no.
Una traduzione in italiano di Antonio Ghirardelli intitolata I padroni dei draghi fu pubblicata dalla Ponzoni Editore nel volume dell'ottobre 1977 della collana Cosmo e poi di nuovo il 1 agosto 1967 nel volume n. 68 della collana Cosmo. I Capolavori della fantascienza.
La traduzione di Roberta Rambelli, con il titolo Il Signore dei draghi fu inserita nell'antologia I Premi Hugo 1955-1975, (The Hugo Winners vol. 1, 1962 - vol. 2, 1971 - vol. 3, 1977), pubblicata nel novembre 1978 dalla Editrice Nord nel volume n. 4 della collana Grandi Opere Nord e di nuovo nel novembre 1980 dalla Euroclub nel volume n. 6 (anno I) della collana  Grandi Scrittori di Fantascienza.
Una traduzione di Matteo Puggioni intitolata I Signori dei draghi fu pubblicata nel settembre 1990 dalla Fanucci Editore nel volume n. 38 della collana Il libro d'oro, come parte dell'antologia personale I Signori dei Draghi (Dragonmasters, 1953).
La traduzione di Roberta Rambelli, con il titolo I Signori dei draghi, fu pubblicata dalla Arnoldo Mondadori Editore nel 1994 nell'antologia Le grandi storie della fantascienza. Premi Hugo 1955-1963, (The Hugo Winners, 1994) n. 112 della collana Oscar Fantascienza e quello stesso anno nell'antologia I premi Hugo 1962-1966 n. 204 della collana Classici Urania.

## Trama
Aerlith è un pianeta di rocce e deserti in orbita attorno a una stella lontana e luminosa nota come Skene, questa durante il giorno appare come "un punto attinico" nel cielo di colore nero invece che blu. La rotazione del pianeta è lenta e dura diversi giorni, tanto che l'alba e il crepuscolo sono accompagnati da tempeste che seguono il confine tra giorno e notte intorno al pianeta.
Gli esseri umani vivono nelle valli dove il terreno è fertile; occasionalmente si fanno guerra gli uni contro gli altri attraversando le colline, i valichi e i pendii rocciosi che dividono le loro valli.
La tecnologia di cui dispongono è limitata all'acciaio e alla polvere da sparo, usano anche pietre semi-preziose per le decorazioni.
Ad intervalli irregolari, di solito di molti anni, compare un'astronave che porta via tutti gli esseri umani che riesce a catturare dopo aver bombardato gli insediamenti per assicurarsi che l'umanità non progredisca oltre il suo attuale livello tecnologico. Durante una di tali incursioni, un leader carismatico di nome Kergan Banbeck cattura un gruppo di razziatori alieni; i servi umani che li accompagnano, privati dei loro padroni, impazziscono e distruggono la nave. Gli alieni, creature simili a lucertole dotate di molti arti chiamati "greph", diventano prigionieri proprio di quegli esseri umani che erano venuti a rapire.
Molti anni dopo la vittoria sugli alieni, Joaz Banbeck, un discendente di Kergan, deve affrontare due problemi: crede che i "greph" stiano per ritornare e il suo vicino Ervis Carcolo, di quella che viene ironicamente chiamate Valle Beata, trama continuamente contro di lui.
I "greph" prigionieri sono stati allevati diventando, nel corso degli anni, le creature da combattimento conosciute come draghi, che vanno dal Rissoso di dimensioni umane al gigantesco Massacratore. Man mano che nuove varietà vengono selezionate nel corso degli anni, le fortune della guerra si spostano tra i Banbeck e i Carcolo. Ora c'è una pace inquieta. La notte ha un effetto sui "draghi" del titolo, rendendoli maligni e ingestibili, ciò significa che ogni movimento degli eserciti deve avvenire con la luce del giorno.
C'è un altro gruppo di esseri umani, i Sacerdoti, misteriosi asceti che girano nudi in tutte le stagioni. Sono caratterizzati da capelli molto lunghi, carnagione pallida e dal "tand" d'oro che tutti portano al collo. Solo i maschi si fanno vedere. Essi commerciano per procurarsi ciò di cui hanno bisogno e sembrano possedere tecnologie avanzate. Essi credono di essere al di là dell'umanità, credono che il resto dell'umanità, che chiamano "Uomini Totali", alla fine scomparirà lasciando a loro l'intero universo.
Joaz Banbeck tenta senza successo di convincere Ervis Carcolo e i Sacerdoti della necessità di prepararsi alla prossima visita dei "greph". Ervis Carcolo, lungi dal cooperare, attacca la Valle dei Banbeck solo per vedere il suo esercito sbaragliato dalle tattiche accorte di Joaz.
Joaz riesce ad intrappolare un sacerdote e interrogarlo, ma questi sembra morire improvvisamente. Allora con il suo tand e una parrucca fatta con ai capelli dell'uomo Joaz si traveste riuscendo a penetrare nella grotta dove abitano i Sacerdoti; scopre così che stanno certamente lavorando su qualcosa di grande. Tornato a casa, è affrontato dal sacerdote che aveva creduto morto, che chiede la restituzione del suo tand e se ne va in silenzio.
Successivamente, Joaz sogna di parlare con il capo dei Sacerdoti, il Demie e cercare di convincerlo a collaborare, ma il Demie rifiuta affermando che il coinvolgimento negli affari degli Uomini Totali distruggerebbe il distacco necessario al loro stile di vita. Joaz sospetta che stiano costruendo una nave spaziale.
Ervis Carcolo attacca di nuovo e ancora una volta Joaz lo sconfigge, ma in quel momento appaiono i "greph": Valle Beata è distrutta e la Valle dei Banbeck è ovviamente la prossima.
Oltre alla potenza della nave stessa, i "greph" hanno degli esseri umani che hanno allevato, proprio come gli uomini di Aerlith hanno allevato i loro draghi: la "fanteria pesante" è fisicamente uguale al Rissoso e un "Gigante" corrisponde al mostruoso Massacratore, alcuni degli esseri umani sono stati allevati per fiutare le persone, altri ancora vengono usati come cavalli, come le loro controparti drago, i Ragni.
I "greph" attaccano, all'inizio in modo incerto poiché le loro truppe sono stupite dai draghi, così simili ai loro padroni.
Joaz ha fatto rifugiare la sua gente in grotte e tunnel per tenerla al sicuro dai sanguinosi combattimenti. Non potendo catturare gli uomini i "greph" decidono semplicemente di bombardare la valle; Joaz lo aveva previsto e attira i loro colpi sulle rocce dietro le quali crede siano situati i laboratori dei Sacerdoti.
Carcolo, con le sue ultime energie e sostenuto dalle sue demoralizzate truppe, assale la nave da una direzione non sorvegliata; per coincidenza Joaz decide per una tattica simile, ed è stupito di trovare Carcolo già all'interno. 
Insieme liberano molte persone, ma non riescono ad ottenere il controllo della nave; la distruzione della Valle sembra inevitabile, ma alla fine il piano di Joaz dà i suoi frutti: la caverna dei Sacerdote viene scoperta dai colpi dei "greph" e i sacerdoti sono costretti a usare il motore della nave spaziale che stanno costruendo per proiettare un fascio di energia verso la nave straniera, mettendola fuori uso. Joaz e le sue truppe completano la sconfitta e la cattura della nave aliena, tuttavia la nave dei Sacerdoti viene distrutta.
Il Demie, strappato dalla sua vita di distacco da ciò che Joaz lo ha costretto a fare, lo rimprovera per aver causato la distruzione di secoli di lavoro solo per salvare se stesso; Joaz rifiuta di scusarsi e quando Carcolo, ora prigioniero, continua a sostenere assurde pretese sulla nave, Joaz lo fa giustiziare.
Alla fine, Joaz esamina le rovine della sua casa e raccoglie un frammento di una pietra semi-preziosa scolpita come un globo che rappresenta Eden o Tempe o anche la Terra: il mitico luogo d'origine degli esseri umani.
Ha intenzione di trovare gli altri mondi dove vivono gli esseri umani, se riuscirà a riparare la nave aliena, ma per ora deve ricostruire le case del suo popolo. Ributta il frammento sul mucchio di macerie e si allontana.

## Personaggi

### Joaz Banbeck
Joaz Banbeck è il signore della Valle dei Banbeck; discende da generazioni di combattenti spietati e carismatici, in particolare Kergan Banbeck che ha catturato quasi tutto l'equipaggio di una nave "greph", creando così la popolazione riproduttiva dalla quale sono discesi i draghi. Joaz stesso è colto ed educato ma per questo è considerato debole dai suoi nemici; il suo popolo, tuttavia, vive bene grazie ad abitazioni ben costruite, per la maggior parte in grotte scavate di recente e a un ben progettato rifornimento d'acqua da una diga. La Valle dei Banbeck è descritta come avente un terreno migliore rispetto all'ambiente delle altre valli.
Joaz possiede vari artefatti che mostrano come i suoi interessi vadano oltre i confini del pianeta dove vive: uno è un globo in marmo che raffigura un mondo noto come Eden, Tempe o Terra, la patria originale degli esseri umani, un altro è un dispositivo che mostra in tempo reale le stelle locali in relazione l'una con l'altra, consentendo a Joaz di prevedere l'approssimarsi della stella Coralyne, la cui apparizione annuncia sempre un'invasione dei "greph".
La vita familiare di Joaz è solo accennata: si parla di un figlio e della madre del figlio, ma nient'altro a parte il fatto che la persona a lui più vicina è Phade, una "fanciulla-menestrello" che sembra agire come una geisha o forse una concubina. Il rivale di Joaz Ervis Carcolo è descritto come avente molte mogli, ed è ragionevole supporre che anche Joaz possa avere più di una consorte.

### Ervis Carcolo
Ervis Carcolo è signore di quella che viene ironicamente chiamata Valle Beata, anche i suoi antenati erano famosi combattenti.
È ossessionato dall'idea di riacquistare la gloria di cui Valle Beata godeva prima della prima invasione dei "greph", per questo è concentrato interamente nell'allevamento di draghi migliori e più numerosi a scapito del benessere del suo popolo. Joaz Banbeck sottolinea che la maggior parte della sua gente vive in baracche invece che nelle grotte, lasciandola facile preda dei "greph"; Carcolo lo considera debole e affettato, il suo unico motivo per parlare con Joaz è quello di invitarlo a complottare contro i Sacerdoti.
Carcolo è probabilmente più vecchio di Joaz, dal momento che ha combattuto in battaglia contro il prozio di Joaz, quando Joaz stesso era solo un bambino malaticcio; quella volta Carcolo fu incornato da un drago ma riuscì a ritirarsi, da allora c'è stata una pace precaria tra le due comunità.

### Bast Givven
Bast Givven è il Capo dei Signori de draghi di Carcolo, il suo consigliere militare e in una certa misura, la sua coscienza; quando Carcolo progetta di attaccare la Valle dei Banbeck è Givven che sottolinea la scarsa qualità delle loro forze, in particolare la mancanza di grandi draghi. 
Givven ha una profonda conoscenza delle tattiche e conosce i limiti di uomini e draghi nelle peculiari condizioni di Aerith.
Dopo aver fatto giustiziare Carcolo Joaz nomina Givven signore di Valle Beata, o almeno di quello che ne rimane.

### Dae Alvonso
Dae Alvonso è un mercante itinerante e un trafficante in uova di drago, bambini, pettegolezzi e di qualsiasi altra cosa da cui trarre profitto. Viene usato sia da Joaz Banbeck sia da Ervis Carcolo per inviarsi messaggi l'un l'altro.

### Phade
Phade è una "fanciulla-menestrello" al servizio di Joaz Banbeck; è addestrata a intrattenere e compiacere gli uomini, anche se l'esatta natura dei suoi servizi non è descritta. È lei che sorprende il sacerdote nello studio di Joaz all'inizio della storia.
Le sue impressioni su Joaz, in particolare la sua incapacità di comprendere la sua personalità per esercitare su di lui il suo addestramento, servono a presentarlo prima che lui compaia per la prima volta nella storia; successivamente assume il ruolo di interlocutore a cui Joaz spiega elementi della trama.

### I sacerdoti
I sacerdoti sono asceti dediti alla verità e alla conoscenza, camminano nudi in ogni stagione, il loro unico abbigliamento è un torque d'oro intorno al collo e i loro lunghi capelli. Vivono in grotte da qualche parte intorno alla Valle di Banbeck e forse in altre località, solo i sacerdoti maschi sono stati visti all'esterno, anche se Joaz vede le femmine quando si introduce nella loro grotta: come gli uomini sono magre con pelle chiara, capelli lunghi e nessun vestito.
La cosa più importante nella vita di un sacerdote è il "tand", una costruzione di filo contorto creato da ogni individuo sulla base dello studio del "tand" originale. Il "tand" riflette la personalità e la filosofia dell'individuo; è giudicato dai sacerdoti anziani e sulla base della loro valutazione l'individuo può godere di promozioni all'interno della comunità o addirittura essere espulso.
Una caratteristica della dottrina dei sacerdoti è che devono rispondere in modo veritiero a qualsiasi domanda, d'altra parte, sono abili nel rispondere evitando di rivelare i loro segreti o di influenzare la condotta degli altri. Un esempio della loro evasività è l'interrogatorio del sacerdote catturato da Joaz nei suoi alloggi, il prigioniero da' risposte esatte ma pressoché inutili ed alla fine arriva a cadere in uno stato di morte apparente.
I sacerdoti non hanno nomi, il loro leader è chiamato "Demie". Due sacerdoti e il Demie campaiono nella trama, uno è il sacerdote che invade le stanze private di Joaz Banbeck, è scoperto da Phade ma scappa attraverso un passaggio segreto. Joaz scopre il passaggio e mette una trappola nella quale il sacerdote in seguito cade, Joaz lo imprigiona e gli chiede la ragione per cui si trova lì, il sacerdote è evasivo, ma ammette che la sua missione è conoscere Joaz e sottintende di essere un possibile successore del Demie. Dopo un lungo interrogatorio, egli entra in uno stato di morte apparente, quindi Joaz utilizza i suoi capelli per fabbricare una parrucca, prende il "tand" che ha indosso ed entra nel passaggio segreto travestito da sacerdote. Il sacerdote risuscita proprio quando Joaz torna dalla sua spedizione.
Un altro sacerdote era apparso, anni prima, quando Kergan Banbeck, dopo aver catturato ventisette "greph", negozia con uno dei loro servi umani. L'emissario parla e pensa in un modo che Kergan non può gestire. Per l'emissario, la realtà è una sequenza preordinata di eventi che non include la detenzione di "greph" come ostaggi. L'unico modo per preservare tale realtà è quello di liberare gli ostaggi. Il sacerdote lo capisce, ma non può o non vuole offrire nessun suggeriremento che possa aiutare Kergan a ottenere ciò che vuole.

### I "geph"
Quando i "greph" prigionieri vengono portati via da Kergan Banbeck, ci vengono dati alcuni esempi dei loro processi di pensiero. Essi pensano a se stessi come "I riveriti". Tutta la loro filosofia è basata su una serie di eventi predestinati descritti in un modo simile alla matematica della meccanica quantistica. Alcuni eventi e risultati - come ad esempio essere catturati - sono impossibili per I riveriti, che sono dunque costretti a concludere di non essere I Riveriti ma un altro tipo di creatura.
I "greph" sono descritti come esseri "ritti sulle due gambe posteriori, con due versatili arti a metà corpo e un paio di branchie multiarticolate al collo", quindi con sei arti.
Poiché hanno costituito la popolazione originale di allevamento dei draghi, sono chiamati anche Basici.

### I draghi
Dopo molti anni di allevamento da parte degli esseri umani, grazie alla loro produzione di uova quasi annuale, i draghi sono stati trasformati in bestie semi-intelligenti che possono essere addestrate ad usare armi e rispondere ai comandi vocali usando il "dragon talk", un codice che è diverso per ogni esercito di draghi. La loro pelle squamosa resiste ai proiettili e alle lame, ad eccezione di alcune aree vulnerabili.
Le razze includono:
Rissosiquesti sono i più vicini alle dimensioni dei Basici. Sono resistenti e si riproducono rapidamente, possono essere addestrati all'uso di pistola, spada e mazza. Di solito sono la componente più grande degli eserciti dei draghi; il colore delle loro scaglie è rosso ruggine.
Assassinive ne sono due varietà gli Assassini dai Grandi Passi  e gli Assassini dal Lungo Corno: non sono descritti in dettaglio, tranne per notare che la varietà dal Lungo Corno ha un corno che cresce dal torace, anche se un'altra parte della storia implica che ci sono anche corna sulla testa. Gli assassini sembra siano usati come truppe d'urto; il colore delle loro scaglie è marrone.
Diavolosono bestie basse e potenti che possono combattere con la spada e la mazza, ma sono anche muniti di una pesante palla d'acciaio irta di aculei alla fine della coda. che può essere spostata da un lato all'altro ed è particolarmente efficace se impiegata tra le gambe di un Massacratore. Il colore delle loro scaglie è nero-verde.
Orrori azzurriqueste sono agili bestie dotate di chele che consentono loro di smembrare un avversario; le loro scaglie sono di un blu tossico.
Massacratoresono molto più grandi dei draghi di tutte le altre razze. Possono usare grandi armi a mano, ma sono lenti e pesanti. Sono anche difficili da allevare, quindi un esercito avrà relativamente pochi Massacratori. Tuttavia, possono essere estremamente efficaci nella giusta situazione, essendo in grado di afferrare gli avversari e farli a pezzi. Il colore delle loro scale è grigio.
Ragniquesti sono allevati per essere abbastanza grandi e veloci da trasportare un cavaliere umano. Il nome implica che utilizzano tutti gli arti disponibili per correre. Un individuo di alto livello come Ervis Carcolo cavalca una bestia ben addestrata e riccamente decorata.

### Servi dei "greph"
I "greph" usano gli esseri umani che raccolgono da diversi pianeti nello stesso modo in cui gli umani di Aerlith usano i draghi. Dal momento che gli esseri umani si riproducono più lentamente dei "greph", sono meno diversificati dei draghi. Nella storia, gli abitanti di Aerlith incontrano i seguenti tipi:
Fanteria Pesantebassi e tarchiati, sono i soldati di fanteria dei "greph"; usano varie armi, che vanno dalle pistole alle spade e sono equipaggiati con armatura; uno di questi fanti generalmente è in grado di sconfiggere un singolo Rissoso in un combattimento corpo a corpo.
Armierisono simili agli uomini di Aerlith, come suggerisce il loro nome sono equipaggiati con armi avanzate, vengono utilizzati anche come intermediari nei negoziati.
Gigantidescritti come "alti il doppio di un uomo normale", hanno armature corporee e possono portare grandi "proiettori di energia", non sono tuttavia all'altezza dei Massacratori nel combattimento corpo a corpo.
Battitoriallevati per avere un olfatto estremamente sviluppato, vengono utilizzati per trovare gli oppositori che si nascondono; hanno nasi ingranditi mentre il mento è debole o inesistente, sono agili e possono arrampicarsi rapidamente.
Cavalcaturesono esseri umani allevati per correre a quattrozampe portando un "greph" sul dorso.
Sorvegliantisono presenti nei dormitori della nave dove vengono tenuti gli umani catturati dai "greph".
Meccanicidescritti come piccoli e dai lineamenti affilati, formano l'equipaggio di manutenzione delle navi "greph".

### Edizioni
- (EN) Jack Vance, The Dragon Masters, collana Ace Double, F, vol. 185, brossura (insieme a The Five Gold Bands), New York, Ace Books, 1963.

- (EN) Jack Vance, The Dragon Masters, rilegato (prima edizione singola), Londra, Dennis Dobson, 1965.

- Jack Vance, I signori dei draghi, in I premi Hugo 1955-1975, traduzione di Roberta Rambelli, Anno I, n. 6, Euroclub, novembre 1980,  pp. 174–245.

### Fonti critiche
- (EN) Tim Underwood e Chuck Miller, Jack Vance, New York, Taplinger Publishing Company, 1980,  p. 228, ISBN 0-8008-4295-2.